# Principado de Salm-Salm
O Principado de Salm-Salm era um estado do Sacro Império Romano-Germânico. Localizava-se nos atuais departamentos franceses do Baixo Reno e de Vosges e foi um de várias partições de Salm.

## História
Salm-Salm foi criado como uma partição de Salm-Dhaun em 1574 e foi elevado da condição de um condado a um principado em 1739, após ter sido herdado e renomeado pelo Conde Nicholas Leopold de Salm-Hoogstraten. Salm-Salm foi dividido em ele mesmo e Salm-Neuweiler em 1608.
A última partição territorial ocorreu em 1751, quando Salm-Salm reorganizou suas fronteiras com o Ducado de Lorena.
Em 1790, após a Revolução Francesa, os príncipes de Salm fugiram do território e mudaram-se para seu castelo em Anholt, Vestfália. Salm-Salm, em seguida, foi sitiado pelo exército revolucionário, que bloqueou o fornecimento de alimentos ao Principado. Como conseqüência, a população foi forçada a render-se para a França. Em 2 de março de 1793, a Convenção Nacional Francesa declarou a anexação de Salm-Salm à República Francesa, fazendo parte do Departamento de Vosges. A ação foi reconhecida pelo Sacro Império Romano no Tratado de Lunéville de 1801.
Alguns anos depois, em 1802/1803, juntamente com Salm-Cirburgo, o príncipe de Salm-Salm recebeu novos territórios que eram pertencentes anteriormente aos Bispos de Münster (Vestfália). O novo território foi governado em união com Salm-Cirburgo e era conhecido como o Principado de Salm.

## Geografia
A primeira capital de Salm-Salm foi Badonviller. Após 1751, a capital foi Senones, pois Badonviller teve que ser entregue ao Reino da França. O nome duplo "Salm" deriva do castelo de Salm, perto da cidade de Salm (hoje La Broque).
No final de sua existência, Salm-Salm tinha uma área de cerca de 200 km² e 10 000 habitantes. Foi separado do território principal do Sacro Império Romano quando a maior parte da Alsácia foi cedida à França no século XVII. Até 1735, o Principado era limitado pelo ducado de Lorena a oeste e pela França a leste. Após o Ducado se tornar parte da França em 1735, Salm-Salm tornou-se um enclave do Sacro Império cercado pelo território francês.
A economia de Salm-Salm era baseada principalmente numa mina de ferro perto de Grandfontaine.

## Governantes

### Condes de Salm-Salm (1574-1738)
- Frederico I (Conde de Salm-Dhaun) (1574-1608)
- Philip Othon (1608-1634)
- Leopold Philip (1634-1663)
- Charles Theodore Othon (1663-1710)
- Louis Othon (1710-1738)

### Príncipes soberanos de Salm-Salm (1739-1813)
- Nicholas Leopold (Conde de Salm-Hoogstraten) (1739-1770)
- Louis Charles Othon (1770-1771)
- Maximilian (1771-1773)
- Louis Charles Othon (1773-1778)
- Constantin Alexandre (1778-1813)

### Príncipes mediatizados de Salm-Salm (1813-presente)
- Constantine Alexander (1813-1828)
- Florentin (1828-1846)
- Alfred (1846-1886)
- Nikolaus (1886-1908)
- Alfred (1908-1923)
- Nikolaus Leopold (1923-1988)
- Carl-Philipp (1988-presente)

Herdeiro: Príncipe Herdeiro Emanuel (nascido em 1961)